# Occidryas meriana
Occidryas meriana är en fjärilsart som beskrevs av Barnes 1900. Occidryas meriana ingår i släktet Occidryas och familjen praktfjärilar. Inga underarter finns listade i Catalogue of Life.